# Wisconsin Rapids, Wisconsin
Wisconsin Rapids là một thành phố thuộc quận Wood, tiểu bang Wisconsin, Hoa Kỳ. Năm 2000, dân số của thành phố này là 18435 người.